# Бадахосский мирный договор
Бадахосский мирный договор (исп. Tratado de Badajoz) — мирный договор, заключённый 6 июня 1801 года в Бадахосе португальским регентом Жуаном c Испанией и Францией, в результате поражения Португалии в войне против этих стран.

## Предыстория договора
Война, вошедшая в историю под названием Апельсиновой, была вызвана отказом Португалии выполнить требование Наполеона о разрыве многолетних союзнических отношений с Британской империей. Наполеон давлением на правителя Испании Годоя добился от него объявления Испанией в апреле 1801 года войны Португалии. После трёхмесячных военных действий португальский принц-регент Жуан был вынужден подписать Бадахосский мирный договор, который состоял из двух договоров о мире и дружбе: испано-португальского и франко-португальского, взаимно гарантированных обоими союзными государствами — Францией и Испанией.

## Условия договора
Испано-португальский договор состоял из 11 статей. Наиболее важной являлась ст. II, согласно которой Португалия обязалась закрыть все свои порты для английского военного и торгового флота и открыть их для судов союзников. Испания возвратила Португалии занятые ею провинции Алентежу и Алгарве, за исключением крепости Оливенсы с округом и земель по левому берегу реки Гвадианы (ст. III), и гарантировала Португалии сохранность всех остальных территорий и владений (ст. IX).
По договору с Францией, состоявшему из 6 статей, Португалия уступила ей часть Гвианы (ст. IV) и обязалась заключить с Францией торговый договор, выгодный последней (ст. V). Особый пункт предусматривал уплату Португалией контрибуции в размере 20 млн франков.

## Последствия договора
Испания ратифицировала Бадахосский мирный договор немедленно после его подписания. Наполеон же, рассчитывавший удержать занятые португальские провинции в качестве залога при переговорах с Британией в Амьене, задерживал его ратификацию. Впоследствии в договор были внесены изменения, его новый вариант был подписан 29 сентября 1801 года регентом Португалии Жуаном в Мадриде.
После разгрома франко-испанского флота при Трафальгаре (1805 год) Португалия нарушила условия договора, открыв свои порты для английских судов, что послужило также началом войны на Пиренейском полуострове.